# Darya-ye Noor
De Darya-ye Noor (Farsi:" دریای نور"), wat vertaald wordt met "zee van licht" of "oceaan van licht", is een van de uitzonderlijkste diamanten ter wereld. De diamant weegt 182 karaat of 36 gram. De diamant heeft de zeldzame kleur "Pale pink" en komt uit de Kollurmijn van Paritala, een van de Golcondamijnen in Andhra Pradesh in India, waar de meeste van de beroemde diamanten die voor 1900 bekend werden, werden gedolven. De steen behoort tot de Iraanse kroonjuwelen en ligt opgeslagen in de Iraanse centrale bank.
Net als de Koh-i-Noor behoorde de diamant tot het bezit van de moghulkeizers.
In 1739 veroverde Nadir Sjah de Moghulhoofdstad Delhi, waar hij de bevolking afslachtte. Hij maakte de schatten van de Moghuls buit en nam de Darya-i-noor, de Pauwentroon en de Koh-i-Noor mee naar Teheran.

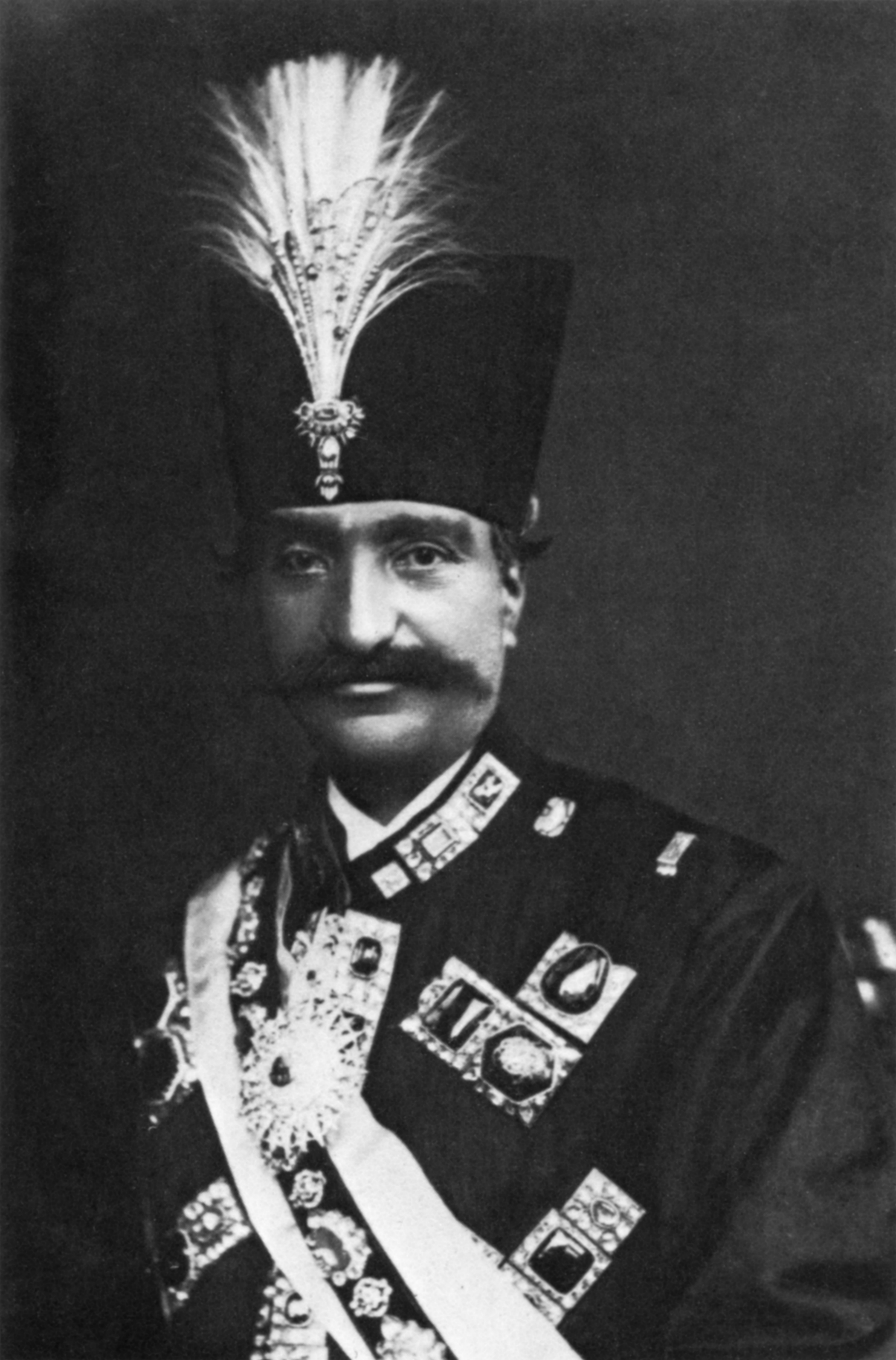
Naser ed-Din Kadjar met de Darya-ye Noor op zijn uniform

Sjah Fath'Ali Kadjar uit de dynastie der Kadjaren liet zijn naam op een van de facetten graveren. Sjah Naser ed-Din Kadjar droeg de diamant op zijn uniform of op een armband. Hij geloofde, zonder grond, dat de steen 2500 jaar geleden de kroon van de antieke Perzische heerser Cyrus de Grote had versierd. De zorg voor de steen werd als blijk van vertrouwen aan hooggeplaatste Perzen gegund. Rond 1900 werd de Darya-ye Noor in het Golestanpaleis bewaard, maar sjah Mozaffar ed-Din Kadjar nam de steen in 1902 mee op rondreis in Europa.
De stichter van de Pahlavidynastie, Reza Pahlavi droeg de Darya-ye Noor bij zijn kroning in 1926 op zijn pet en ook Mohammed Reza Pahlavi droeg de Darya-ye Noor tijdens zijn kroningsceremonie in 1967.
In 1965 heeft een Canadees team van gemmologen de Perzische kroonjuwelen onderzocht. Zij concludeerden dat de Darya-e-Noor een deel van de grote roze steen uit de troon van Shah Jahan kan zijn geweest en dat deze steen, die door de beroemde juwelier Jean-Baptiste Tavernier in 1642 als de "Diamanta Grande Table" werd beschreven, in tweeën werd gekloofd. De andere helft zou de kleinere Noor-ol-Ein zijn, een steen die 60 karaat weegt en in een Perzische tiara prijkt.